# Vonray
Vonray byla rocková skupina z Orlanda na Floridě. Skupina se sešla okolo zpěváka a skladatele Vaghana Rhea, který se přestěhoval do Orlanda a předváděl akustická sezení v coffee shopu. Díky inspiraci v grunge hudbě dal Rhea dohromady se svým bratrem Davem skupinu a začali společně hrát, stále v akustickém stylu. Brzy poté skupina působila jako předskokan skupinám Third Eye Blind či Seven Mary Three. V roce 1997 vydala jako VonRa nezávislé album Panes. V roce 1999 vydali druhé nezávislé album s názvem VonRa a třetí album Fame následovalo v roce 2001.
Povědomí o skupině rostlo. V roce 2002 získala pozici předskokana pro skupinu Creed. VonRa se poté ještě v roce 2002 připsala k Elektra Records a již pod názvem Vonray vydali na počátku roku 2003 své první studiové album. Skupina zaznamenala v roce 2002 velký hit v podobě písně "Inside Out", jež se objevil také v televizním seriálu Smallville. Píseň Inside Out později vystoupala na 31. pozici Billboard's US Top 40 Mainstream a na 32. pozici v Billboard's US Hot Adult Top 40. Druhý song "I'll Show You" byl promován, ale nezajistil si podobné výsledky. V roce 2003 se Elektra Records spojili s Atlantic Records. Poté podpora skupiny ustala a stala se objetí tohoto spojení. Rhea se zbytkem se v říjnu toho roku rozhodli udělat pauzu.
Díky online petici se v září 2007 v Hard Rock Live Orlando konala reunion show. Vystoupení bylo později odvysíláno v pořadu LiveWire stanice Orlando's Orange TV. Vystoupení získalo cenu v 29. Annual Telly Awards. Plánovaný DVD záznam tohoto vystoupení byl nakonec odložen na neurčito.
Po více než deseti letech je ve svém rodném městě i v okolí zpěvák Vaghan Rhea stále vystupujícím interpretem, který se občasně objeví před publikem s různorodým složením kapely VonRay.

## Členové
- Vaughan Rhea – Zpěv a akustická kytara
- Dave "Boo" Rhea – Basová kytara a doplňující zpěv
- Garrett Coleman – Akustická kytara and doplňující zpěv
- Paul Smith – Kytara a doplňující zpěv
- Jeff Irizarry – Bubny
- Todd Hackenburg – Kytara

Původní:
- Dave Smith – Kytara a doplňující zpěv
- Dave "Tinman" Tinny – Bubny
- David Rankin – Kytara
- Gibb Droll – Kytara
- Kevin Kirkwood – Bubny
- Ben Tapia – Kytara

## Diskografie
Alba
- Panes 1997, nezávislé
- Von Ra 1999, nezávislé
- Fame 2001, nezávislé
- Vonray 2003, Elektra Records

Vonray 2003, Elektra Records
EP
- Live at Sapphire Supper Club (EP) 1998, Limitovaná Edice (nezávislé)